# 幕末百話
『幕末百話』（ばくまつひゃくわ）は、1902年に『報知新聞』紙上に連載された幕末維新期の回顧談集である。古老達よりの聞き取りは記者であった篠田鉱造が行った。

## 概要
談話者は名も無い市井の人々であり、階層・談話内容も多彩である。勤番侍が桜田門外の変を語ったかと思うと歌舞伎の道具係が名優を語り、彰義隊残党が敗軍逃亡の有様を語り、御数寄屋坊主が御茶壺道中を語るなど、当事者ならでの実体験に基づく貴重な証言録となっている。
その反面、談話者及び採取日時が明記されていないため、そのまま史料とするには注意を要するとの意見もある。
また、時代小説家のネタ本としても知られている。本書の姉妹編（続編）として『明治百話』『幕末明治女百話』（各岩波文庫上下）『銀座百話』（クレス出版で復刊、2006年）『明治開化綺談』（角川書店）がある。
かつて角川書店より角川選書版で復刊されたが、現在は岩波文庫より刊行されている（ISBN 4003346912）。